# جيمي أويس
جاكوبوس يوهانس أويس (30 مايو 1921 - 29 يناير 1996 ) (بالإنجليزية: Jacobus Johannes Uys)‏ المعروف باسم جيمي أويس (بالإنجليزية: Jamie Uys)‏، مخرج أفلام جنوب أفريقي، اشتهر بإخراج الفيلم الكوميدي (The Gods must Be Crazy) سنة 1980، وجزئه الثاني سنة 1989. أخرج أويس أيضًا فيلمًا وثائقيًا سنة 1974، بعنوان «الحيوانات شعب جميل» (Animals Are Beautiful People).

## مسيرته
قبل دخوله عالم السينما، كان أويس مدرسًا للرياضيات في مسقط رأسه في بوكسبورغ. ثم تزوج من هيتي أويس، وهي مدرسة رياضيات، وبدأ الزوجان بالزراعة وافتتاح مراكز تجارية على طول نهر بالالا. تم تعيينه لاحقًا قاضيًا محليًا وقاضي الصلح. في مقابلة معه، قال: «كل يوم ثلاثاء عبرت أعنف بلد وأسبح عبر الأنهار للوصول إلى مركز الشرطة حيث يمكنني أن أحاكم».
أخرج 24 فيلما طوال حياته المهنية، معظمها أفلام كوميدية أو أفلام حيوانات. غالبًا ما يكون هو نفسه مؤديًا في أفلامه.
توفي إثر نوبة قلبية في 29 يناير 1996.

## روابط خارجية
- جيمي أويس على موقع IMDb (الإنجليزية)
- جيمي أويس على موقع ألو سيني (الفرنسية)
- جيمي أويس على موقع أول موفي (الإنجليزية)
- جيمي أويس على موقع قاعدة بيانات الأفلام السويدية (السويدية)
- جيمي أويس على موقع قاعدة بيانات الفيلم (الإنجليزية)
- جيمي أويس على موقع كينوبويسك (الروسية)